# Rivera (departement)
 Der er for få eller ingen kildehenvisninger i denne artikel, hvilket er et problem. Du kan hjælpe ved at angive troværdige kilder til de påstande, som fremføres i artiklen.

 Denne artikel omhandler departementet Rivera. Opslagsordet har også en anden betydning, se Rivera.
Rivera er et af de 19 departementer i Uruguay. Departementet har et areal på 9.370 kvadratkilometer og et indbyggertal (pr. 2004) på 104.921
Rivera-departementets hovedstad er byen Rivera.
30°54′S 55°33′V / 30.9°S 55.55°V